# Happy Feet (jeu vidéo)
Happy Feet est un jeu vidéo d'action-aventure et de rythme développé par Artificial Mind and Movement et édité par Midway Games, sorti en 2006 sur Windows, GameCube, Wii, PlayStation 2, Game Boy Advance et Nintendo DS.
Il s'agit de l'adaptation du film du même nom.

## Accueil
- GameSpot : 3,9/10 (PS2, GC, PC)[1],[2],[3] - 3,7/10 (Wii)[4] - 6,1/10 (GBA)[5] - 3,5/10 (DS)[6]
- IGN : 4,5/10 (PS2, Wii, PC)[7],[8],[9] - 4/10 (GBA)[10] - 5/10 (DS)[11]